# Curia Hostilia
Curia Hostilia je bilo popularno mjesto održavanja sastanaka rimskog senata na glavnom trgu grada Rima, rimskom Forumu (Forum Romanum). Prema predanju, Curiu Hostiliu je izgradio treći rimski kralj Tul Hostilije (Tullus Hostilius), po čemu je i dobila ime. U ovoj je zgradi ubijen narodni tribun, rimski demagog Lucije Apulej Saturnin. Curia Hostilia je spaljena tijekom rimskih građanskih ratova 52. pr. Kr. Obnovljena je u vrijeme diktature Gaja Julija Cezara. Ipak, sastanak senata na kojem je Cezar ubijen (martovske Ide, 15. ožujka 44. pr. Kr.), održan je na drugom mjestu --- u Pompejevoj kuriji (Curia Pompeii).